# Бухау, Даниил фон
Даниил Принтц фон Бухау, или Дании́л-принц из Бу́хова (нем. Daniel Prinz von Buchau, 1546 — 1608) — посол Священной Римской империи в Русском царстве во времена правления Ивана Грозного.

## Биография
Служил советником имперского апелляционного суда в Чехии. В Москве с дипломатическими миссиями побывал в 1576 и 1578 годах. В ходе последнего визита вёл переговоры о польском престоле, Ливонии и войне с Османской империей.
Является автором сочинения «Начало и возвышение Московии».